# 戈特弗里德·伯姆

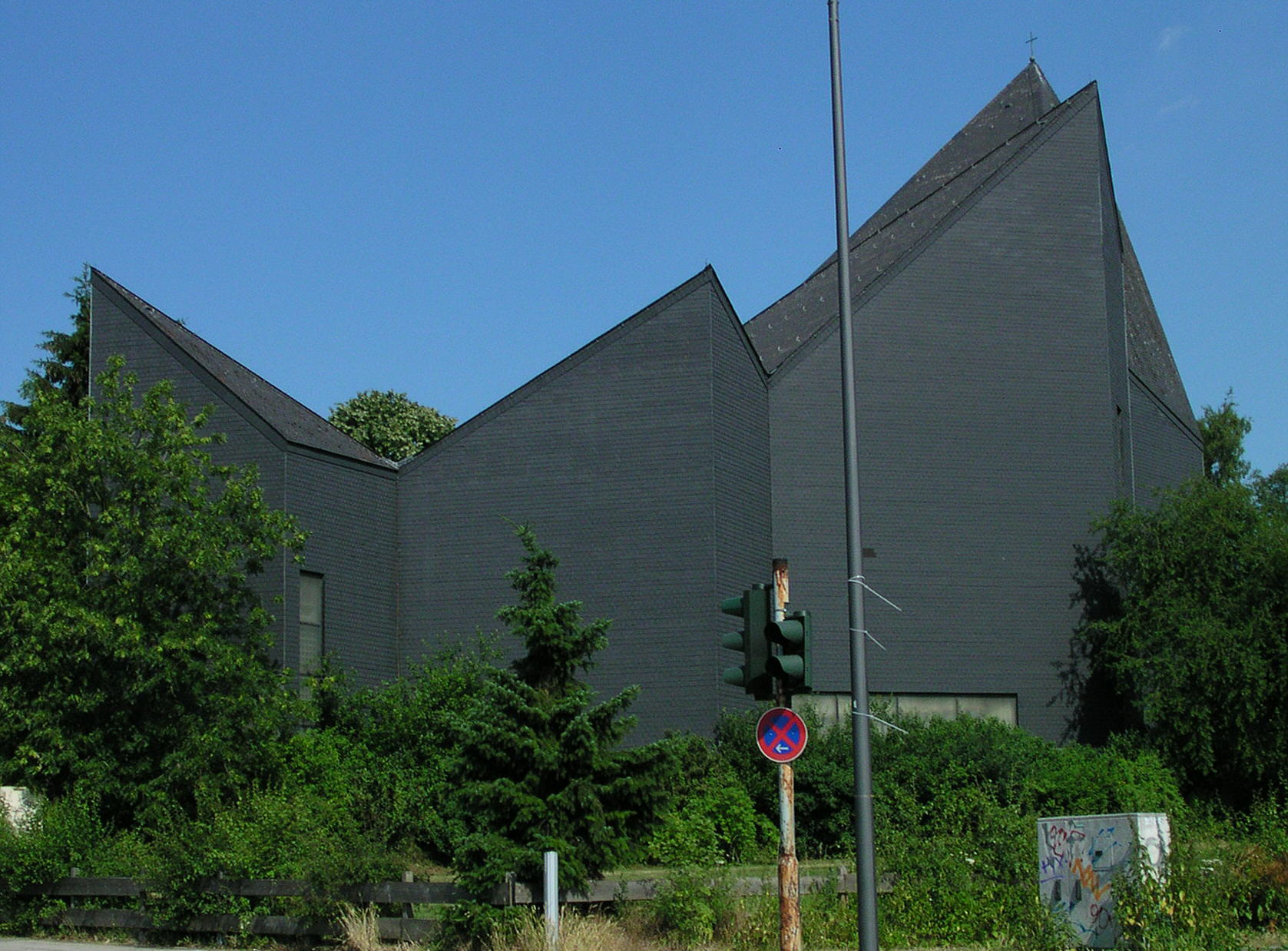
1965年，阿亨，
胡貝圖斯教堂（Hubertuskirche）

戈特弗里德·伯姆（德語：Gottfried Böhm，發音：[ˈɡɔtfʁiːt ˈbøːm]；1920年1月23日—2021年6月9日；其姓氏Böhm又译“波姆”、“博姆”、“玻姆”），德國建築師，曾於1986年獲頒普利兹克奖。

## 生平
伯姆1920年1月23日誕生於德國奧芬巴赫一個建築世家。1946年毕业于慕尼黑工業大學建築設計专业，在鄰近的藝術協會研習雕塑。1947年，開始為父親工作，並在1955年父親去世後繼承他的事務所。這段時期，伯姆亦在魯道夫·史瓦茲（Rudolph Schwarz）麾下與「科隆重建協會」共事。1951年，伯姆前往紐約，在卡耶坦·鮑曼（Cajetan Baumann）的事務所工作六個月，並遇見兩位最鼓舞他的人：德國建築師密斯·凡·德羅與沃爾特·格羅佩斯。
此後數十年，伯姆在德國境內興建許多建築物，包括教堂、博物館、市民中心、辦公大樓、住宅及公寓。

## 家庭
祖父為建築師。父亲多米尼库斯·伯姆（Dominikus Böhm）以興築德國境內數座教堂而聞名。

## 艺术主张
伯姆被認為是帶表现主义與後包豪斯風格的建築師，但他認為自己是一名「連接」過去與未來、創意世界與物理世界、建物與城市景觀的一個建築師。在這個信念下，伯姆認為建築物的色彩、形式及物料與它的設定息息相關。
伯姆早期的作品多使用已鑄型的混凝土，近年由於科技進展，他開始採用鋼鐵與玻璃在他的建築設計之中。他的計畫案明顯注重都市規劃，展現了他對於「連接」的注重。

## 奖项和荣誉
伯姆曾獲得多個建築獎項，包括1986年的普利兹克奖。

## 部份建築作品
- 菁寮天主堂，興建於1960年：位於臺灣臺南市後壁區菁寮的天主堂，為戈特弗里德·伯姆在成名前進行草圖設計。它是伯姆首件座落在德國以外的作品，亦為臺灣第一件由普利兹克獎得主設計的作品。[1]
- 內維斯朝聖教堂(Maria, Königin des Friedens)，1967年
- 科隆宗教大樓（教堂、圖書館與青年中心）Pfarrkirche Christi Auferstehung，1968年。[2]
- 本斯貝格市政廳，1969年
- 盧森堡德意志銀行
- 乌尔姆公共圖書館(Stadtbibliothek Ulm)，2004年

## 外部連結
- 普利茲克獎：戈特弗里德·伯姆